# Lisa Anderson

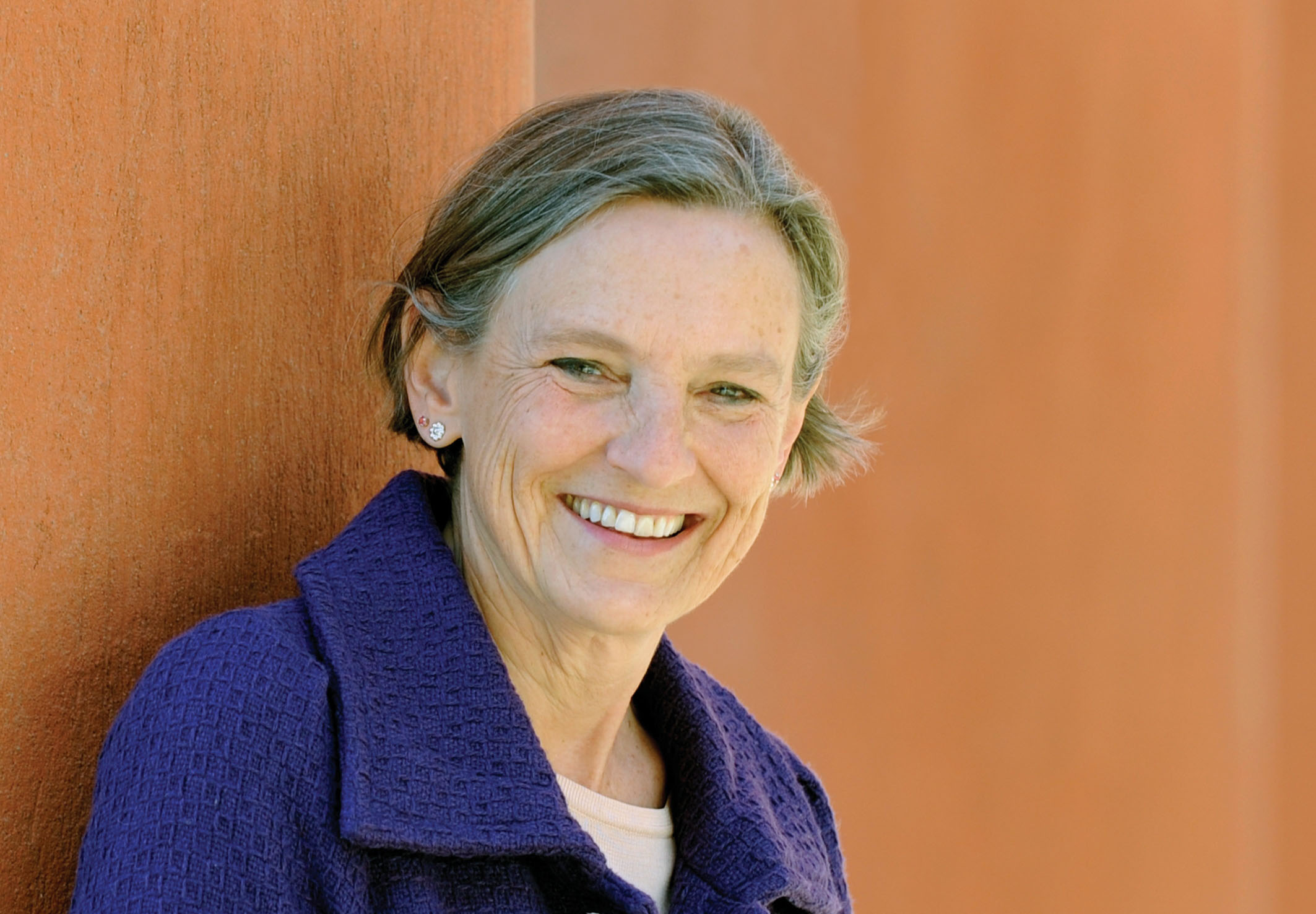
Lisa Anderson

Lisa Anderson (* 1950) ist eine US-amerikanische Politikwissenschaftlerin und emeritierte Professorin für Internationale Beziehungen an der Columbia University. Von 2011 bis 2016 war sie Präsidentin der American University in Cairo.
Anderson machte ihr Bachelor-Examen am Sarah Lawrence College, den Master-Abschluss (Fächer: Recht und Diplomatie) an der Tufts University und wurde an der Columbia University im Fach Politikwissenschaft zur Ph.D. promoviert. Danach war sie von 1981 bis 1986 Hochschullehrerin an der Harvard University. Seit 1986, unterbrochen von ihrer fünfjährigen Präsidentschaft der American University in Cairo, ist sie Professorin der Columbia University.
Zu ihren wissenschaftlichen Arbeiten gehören Analysen zur Staatsbildung im Nahen Osten (amerikanisch: Middle East) und in Nordafrika und zu Regimewechseln und Demokratisierung in Entwicklungsländern.
Sie war Präsidentin der Middle East Studies Association und ist Mitglied der American Academy of Arts and Sciences und des Council on Foreign Relations. Die Monmouth University und die American University in Paris verliehen ihr die Ehrendoktorschaft.

## Schriften (Auswahl)
- Pursuing truth, exercising power. Social science and public policy in the twenty-first century. Columbia University Press, New York 2003, ISBN 0-231-12606-9.
- Als Herausgeberin: Transitions to democracy. Columbia University Press, New York 1999, ISBN 0-231-11590-3.
- The state and social transformation in Tunisia and Libya, 1830-1980. Princeton University Press, Princeton 1986, ISBN 0-691-05462-2.